# Letní olympijské hry 1996
XXVI. letní olympijské hry se uskutečnily v době od 19. července až do 4. srpna 1996 v Atlantě v USA. Zúčastnilo se jich 10 281 sportovců ze 197 zemí. Soutěžilo se v 271 disciplínách.
V průběhu volby pořadatelského města se hodně spekulovalo o tom, zda by čest hostit letní olympiádu neměly mít Athény (na počest stého výročí prvních novodobých olympijských her). Volba ale nakonec rozhodla pro Atlantu, americké město ve státě Georgie.
Hry tradiční formulkou otevřel prezident Bill Clinton a olympijský oheň zapálil bývalý americký boxer Muhammad Ali, v té době postižený Parkinsonovou chorobou.
Atmosféra olympiády byla poznamenána teroristickým útokem 27. července 1996, kdy výbuch bomby v olympijském parku zabil jednoho člověka a 110 lidí zranil. Vlajky visely na půl žerdi, ale soutěže nebyly přerušeny.
Nejlepším výkonem celých her se 1. srpna 1996 stala fenomenální dvoustovka sprintera Michaela Johnsona v čase nového světového rekordu 19,32 s. Ten byl o 2 setiny sekundy (19,30 s.) překonán až o 12 let později jamajským sprinterem Usainem Boltem na OH v Pekingu.

## Sporty
- Atletika
- Badminton
- Baseball
- Basketbal
- Box
- Cyklistika
- Fotbal
- Sportovní gymnastika
- Moderní gymnastika
- Házená
- Jachting
- Jezdectví
- Judo
- Kanoistika
- Lukostřelba
- Moderní pětiboj
- Plavání
- Pozemní hokej
- Skoky do vody
- Softball
- Stolní tenis
- Sportovní střelba
- Synchronizované plavání
- Šerm
- Tenis
- Veslování
- Vodní pólo
- Volejbal
- Vzpírání
- Zápas

## Počet medailí podle údajů mezinárodního olympijského výboru
| Pořadí | Země                         | Zlato | Stříbro | Bronz | Celkem |
| 1      | Spojené státy americké (USA) | 44    | 32      | 25    | 101    |
| 2      | Rusko (RUS)                  | 26    | 21      | 16    | 63     |
| 3      | Německo (GER)                | 20    | 18      | 27    | 65     |
| 4      | Čína (CHN)                   | 16    | 22      | 12    | 50     |
| 5      | Francie (FRA)                | 15    | 7       | 15    | 37     |
| 6      | Itálie (ITA)                 | 13    | 10      | 12    | 35     |
| 7      | Austrálie (AUS)              | 9     | 9       | 23    | 41     |
| 8      | Kuba (CUB)                   | 9     | 8       | 8     | 25     |
| 9      | Ukrajina (UKR)               | 9     | 2       | 12    | 23     |
| 10     | Jižní Korea (KOR)            | 7     | 15      | 5     | 27     |
| 11     | Polsko (POL)                 | 7     | 5       | 5     | 17     |
| 12     | Maďarsko (HUN)               | 7     | 4       | 10    | 21     |
| 13     | Španělsko (ESP)              | 5     | 6       | 6     | 17     |
| 14     | Rumunsko (ROU)               | 4     | 7       | 9     | 20     |
| 15     | Nizozemsko (NED)             | 4     | 5       | 10    | 19     |
| 16     | Řecko (GRE)                  | 4     | 4       | 0     | 8      |
| 17     | Česko (CZE)                  | 4     | 3       | 4     | 11     |
| 18     | Švýcarsko (SUI)              | 4     | 3       | 0     | 7      |
| 19     | Dánsko (DEN)                 | 4     | 1       | 1     | 6      |
| 19     | Turecko (TUR)                | 4     | 1       | 1     | 6      |
| 21     | Kanada (CAN)                 | 3     | 11      | 8     | 22     |
| 22     | Bulharsko (BUL)              | 3     | 7       | 5     | 15     |
| 23     | Japonsko (JPN)               | 3     | 6       | 5     | 14     |
| 24     | Kazachstán (KAZ)             | 3     | 4       | 4     | 11     |
| 25     | Brazílie (BRA)               | 3     | 3       | 9     | 15     |
| 26     | Nový Zéland (NZL)            | 3     | 2       | 1     | 6      |
| 27     | Jihoafrická republika (RSA)  | 3     | 1       | 1     | 5      |
| 28     | Irsko (IRL)                  | 3     | 0       | 1     | 4      |
| 29     | Švédsko (SWE)                | 2     | 4       | 2     | 8      |
| 30     | Norsko (NOR)                 | 2     | 2       | 3     | 7      |
| 31     | Belgie (BEL)                 | 2     | 2       | 2     | 6      |
| 32     | Nigérie (NGR)                | 2     | 1       | 3     | 6      |
| 33     | Severní Korea (PRK)          | 2     | 1       | 2     | 5      |
| 34     | Alžírsko (ALG)               | 2     | 0       | 1     | 3      |
| 34     | Etiopie (ETH)                | 2     | 0       | 1     | 3      |
| 36     | Velká Británie (GBR)         | 1     | 8       | 6     | 15     |
| 37     | Bělorusko (BLR)              | 1     | 6       | 8     | 15     |
| 38     | Keňa (KEN)                   | 1     | 4       | 3     | 8      |
| 39     | Jamajka (JAM)                | 1     | 3       | 2     | 6      |
| 40     | Finsko (FIN)                 | 1     | 2       | 1     | 4      |
| 41     | Indonésie (INA)              | 1     | 1       | 2     | 4      |
| 41     | Jugoslávie (YUG)             | 1     | 1       | 2     | 4      |
| 43     | Írán (IRI)                   | 1     | 1       | 1     | 3      |
| 43     | Slovensko (SVK)              | 1     | 1       | 1     | 3      |
| 45     | Arménie (ARM)                | 1     | 1       | 0     | 2      |
| 45     | Chorvatsko (CRO)             | 1     | 1       | 0     | 2      |
| 47     | Portugalsko (POR)            | 1     | 0       | 1     | 2      |
| 47     | Thajsko (THA)                | 1     | 0       | 1     | 2      |
| 49     | Burundi (BDI)                | 1     | 0       | 0     | 1      |
| 49     | Kostarika (CRC)              | 1     | 0       | 0     | 1      |
| 49     | Ekvádor (ECU)                | 1     | 0       | 0     | 1      |
| 49     | Hongkong (HKG)               | 1     | 0       | 0     | 1      |
| 49     | Sýrie (SYR)                  | 1     | 0       | 0     | 1      |
| 54     | Argentina (ARG)              | 0     | 2       | 1     | 3      |
| 55     | Namibie (NAM)                | 0     | 2       | 0     | 2      |
| 55     | Slovinsko (SLO)              | 0     | 2       | 0     | 2      |
| 57     | Rakousko (AUT)               | 0     | 1       | 2     | 3      |
| 58     | Malajsie (MAS)               | 0     | 1       | 1     | 2      |
| 58     | Moldavsko (MDA)              | 0     | 1       | 1     | 2      |
| 58     | Uzbekistán (UZB)             | 0     | 1       | 1     | 2      |
| 61     | Ázerbájdžán (AZE)            | 0     | 1       | 0     | 1      |
| 61     | Bahamy (BAH)                 | 0     | 1       | 0     | 1      |
| 61     | Tchaj-wan (TPE)              | 0     | 1       | 0     | 1      |
| 61     | Lotyšsko (LAT)               | 0     | 1       | 0     | 1      |
| 61     | Filipíny (PHI)               | 0     | 1       | 0     | 1      |
| 61     | Tonga (TGA)                  | 0     | 1       | 0     | 1      |
| 61     | Zambie (ZAM)                 | 0     | 1       | 0     | 1      |
| 68     | Gruzie (GEO)                 | 0     | 0       | 2     | 2      |
| 68     | Maroko (MAR)                 | 0     | 0       | 2     | 2      |
| 68     | Trinidad a Tobago (TRI)      | 0     | 0       | 2     | 2      |
| 71     | Indie (IND)                  | 0     | 0       | 1     | 1      |
| 71     | Izrael (ISR)                 | 0     | 0       | 1     | 1      |
| 71     | Litva (LTU)                  | 0     | 0       | 1     | 1      |
| 71     | Mexiko (MEX)                 | 0     | 0       | 1     | 1      |
| 71     | Mongolsko (MGL)              | 0     | 0       | 1     | 1      |
| 71     | Mosambik (MOZ)               | 0     | 0       | 1     | 1      |
| 71     | Portoriko (PUR)              | 0     | 0       | 1     | 1      |
| 71     | Tunisko (TUN)                | 0     | 0       | 1     | 1      |
| 71     | Uganda (UGA)                 | 0     | 0       | 1     | 1      |
| Celkem | Celkem                       | 271   | 273     | 298   | 842    |

## Účastnické země
Her se zúčastnili sportovci z celkového počtu 197 zemí. Z nich se 24 účastnilo letních olympijských her poprvé (z toho 11 nástupnických zemí po rozpadu SSSR).
Čísla v závorkách udávají počty sportovců zastupujících zemi.

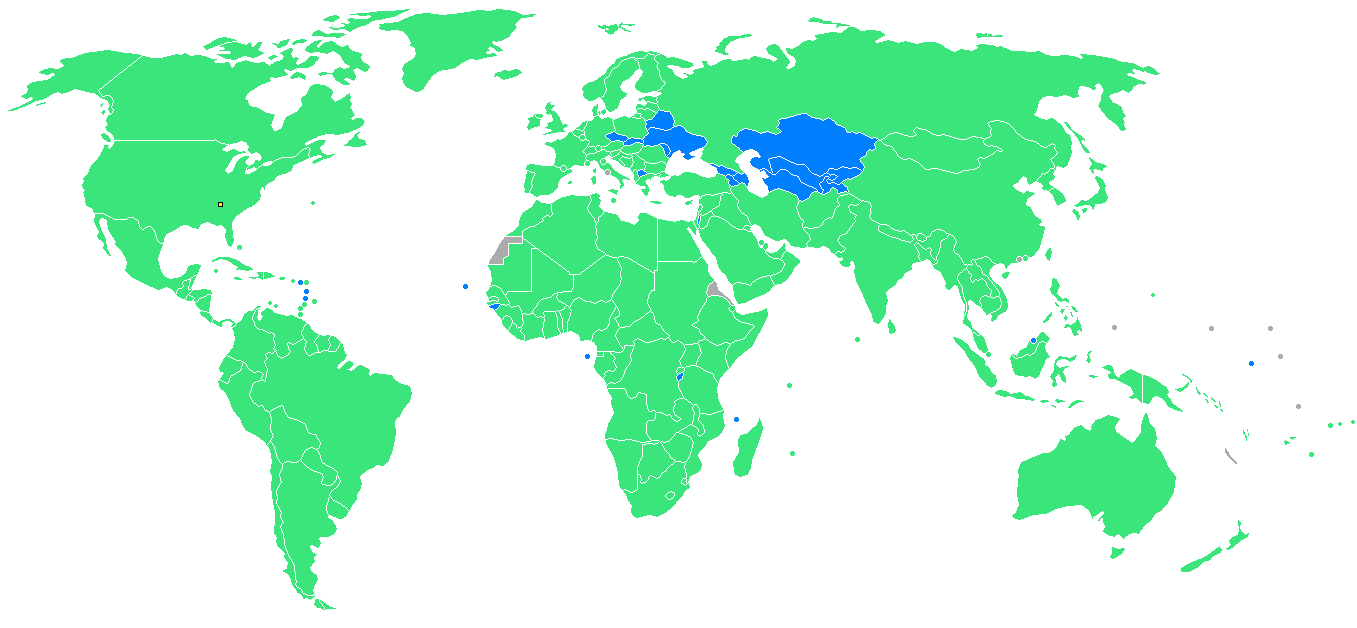
Účastnické země
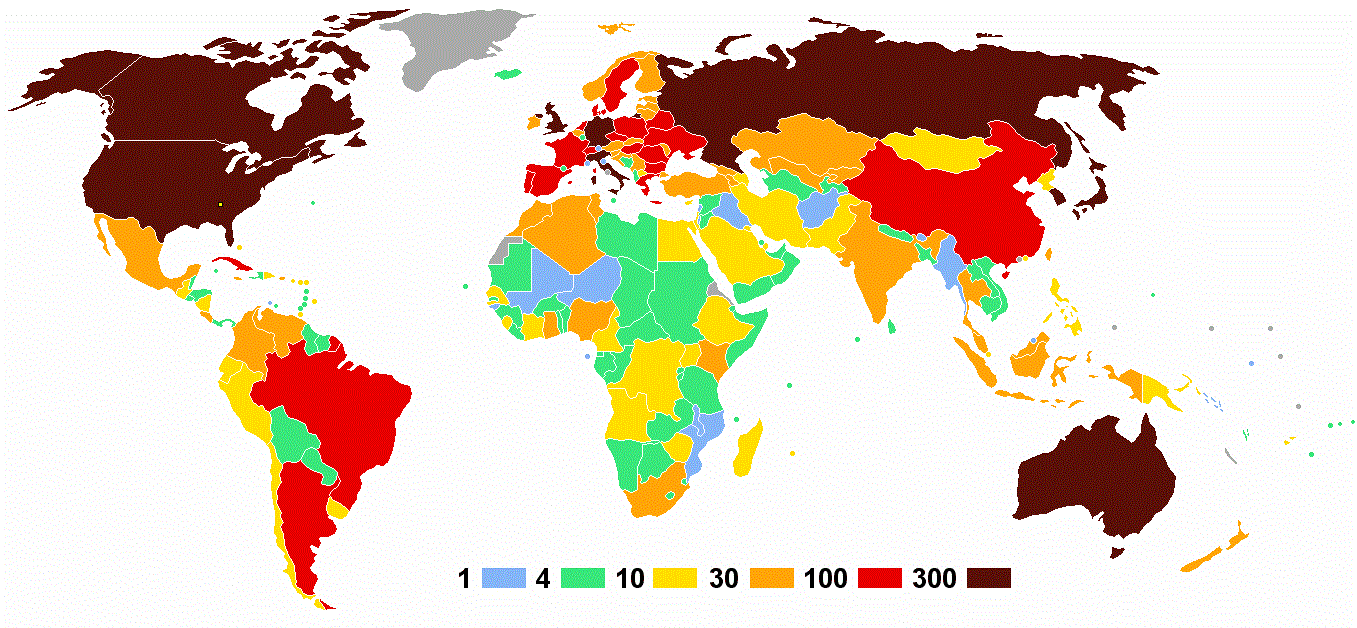
Počet sportovců zastupujících jednotlivé země

| - Afghánistán (1) - Albánie (7) - Alžírsko (45) - Americká Samoa (7) - Americké Panenské ostrovy (12) - Andorra (8) - Angola (28) - Antigua a Barbuda (13) - Argentina (178) - Arménie (32) - Aruba (3) - Austrálie (424) - Ázerbájdžán (23) - Bahamy (26) - Bahrajn (5) - Bangladéš (4) - Barbados (13) - Belgie (61) - Belize (5) - Bělorusko (157) - Benin (5) - Bermudy (9) - Bhútán (2) - Bolívie (8) - Bosna a Hercegovina (9) - Botswana (7) - Brazílie (225) - Britské Panenské ostrovy (7) - Brunej (1) - Bulharsko (110) - Burkina Faso (5) - Burundi (7) - Cookovy ostrovy (3) - Čad (4) - Česko (115) - Čína (294) - Dánsko (119) - Dominika (6) - Dominikánská republika (16) - Džibutsko (5) - Egypt (29) - Ekvádor (19) - Estonsko (43) - Etiopie (18) - Fidži (17) - Filipíny (12) - Finsko (76) - Francie (299) - Gabon (7) - Gambie (9) - Ghana (35) - Grenada (5) - Gruzie (34) - Guam (8) - Guatemala (26) - Guinea (5) - Guinea-Bissau (3) - Guyana (7) - Haiti (7) - Honduras (7) - Hongkong (23) - Chile (21) - Chorvatsko (84) - Indie (49) - Indonésie (40) - Irák (3) | - Írán (18) - Irsko (78) - Island (9) - Itálie (346) - Izrael (25) - Jamajka (45) - Japonsko (306) - Jemen (4) - Jihoafrická republika (84) - Jižní Korea (300) - Jordánsko (5) - Jugoslávie (68) - Kajmanské ostrovy (9) - Kambodža (5) - Kamerun (15) - Kanada (303) - Kapverdy (4) - Katar (12) - Kazachstán (96) - Keňa (52) - Kolumbie (48) - Komory (4) - Kostarika (49) - Kuba (164) - Kuvajt (25) - Kypr (17) - Kyrgyzstán (33) - Laos (5) - Lesotho (9) - Libanon (1) - Libérie (5) - Libye (5) - Lichtenštejnsko (2) - Litva (61) - Lotyšsko (48) - Lucembursko (6) - Madagaskar (11) - Maďarsko (214) - Makedonie (11) - Malajsie (35) - Malawi (2) - Maledivy (6) - Mali (3) - Malta (7) - Maroko (34) - Mauricius (26) - Mauritánie (4) - Mexiko (97) - Moldavsko (40) - Monako (3) - Mongolsko (16) - Mosambik (3) - Myanmar (3) - Namibie (8) - Nauru (3) - Německo (465) - Nepál (6) - Niger (3) - Nigérie (65) - Nikaragua (26) - Nizozemské Antily (6) - Nizozemsko (235) - Norsko (98) - Nový Zéland (97) - Omán (4) - Pákistán (24) | - Palestina (2) - Panama (7) - Papua Nová Guinea (11) - Paraguay (7) - Peru (29) - Pobřeží slonoviny (11) - Polsko (165) - Portoriko (69) - Portugalsko (106) - Rakousko (72) - Konžská republika (5) - Rovníková Guinea (5) - Rumunsko (165) - Rusko (390) - Rwanda (4) - Řecko (121) - Salvador (7) - Samoa (5) - San Marino (1) - Saúdská Arábie (29) - Senegal (11) - Severní Korea (24) - Seychely (9) - Sierra Leone (14) - Singapur (14) - Slovensko (71) - Slovinsko (37) - Somálsko (4) - Spojené arabské emiráty (4) - Spojené státy americké (646) - Středoafrická republika (5) - Súdán (4) - Surinam (7) - Svatá Lucie (6) - Svatý Kryštof a Nevis (10) - Svatý Tomáš a Princův ostrov (2) - Svatý Vincenc a Grenadiny (8) - Svazijsko (6) - Sýrie (7) - Šalomounovy ostrovy (1) - Španělsko (294) - Srí Lanka (9) - Švédsko (177) - Švýcarsko (114) - Tádžikistán (8) - Tanzanie (7) - Thajsko (37) - Tchaj-wan (74) - Togo (5) - Tonga (5) - Trinidad a Tobago (12) - Tunisko (51) - Turecko (53) - Turkmenistán (7) - Uganda (10) - Ukrajina (231) - Uruguay (14) - Uzbekistán (71) - Vanuatu (4) - Velká Británie (300) - Venezuela (39) - Vietnam (6) - Zair (14) - Zambie (8) - Zimbabwe (13) |